# N,N,N',N'-テトラメチルアゾジカルボキサミド
 N,N,N ',N '-テトラメチルアゾジカルボキサミド（N,N,N ',N '-tetramethylazodicarboxamide、TMAD）は、生化学においてチオールをジスルフィドへ酸化するのに使われる試薬である。また、光延反応ではアゾジカルボン酸ジエチルの代替物質として使われる。